# Annie Smith Peck

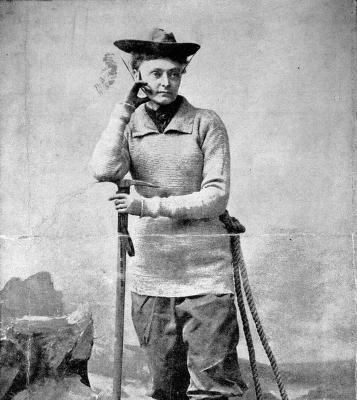
Annie Smith Peck (1911)

Annie Smith Peck (* 19. Oktober 1850 in Providence, Rhode Island; † 16. Juli 1935 in New York City) war eine US-amerikanische Bergsteigerin und Frauenrechtlerin.

## Leben
Annie Peck stammte aus einer wohlhabenden Familie, die ihr eine gute Ausbildung ermöglichte. 1878 schloss sie ihr Archäologiestudium mit Auszeichnung ab und ging anschließend nach Europa, wo sie in Hannover und Athen weiterstudierte. 1885 entdeckte sie ihre Begeisterung für das Bergsteigen. Nach ihrer Rückkehr in die USA im Jahr 1892 war sie jedoch vorerst als Archäologiedozentin an verschiedenen Universitäten tätig. Während dieser Zeit bestieg sie einige mittelhohe Berge in Europa und den USA (darunter den kalifornischen Mount Shasta). 1895 bestieg sie das Matterhorn, was sie schlagartig berühmt machte.
1902 war Peck Gründungsmitglied des American Alpine Club.
Bereits über 50-jährig wollte Annie Peck eine besondere Erstbesteigung machen und suchte in Südamerika nach einem Gipfel, der höher als der Aconcagua in Argentinien (6961 m) sein sollte. 1908 bestiegen die Zermatter Bergführer Gabriel Zumtaugwald und Rudolf Taugwalder und sie als erste Menschen den peruanischen Huascarán Norte. Peck hatte für den Huascarán Norte eine Höhe von 24.000 Fuß (7315 m) errechnet (660 m zu viel). Sie beanspruchte infolgedessen, die Halterin des Höhenrekords für Frauen zu sein. Ihre Konkurrentin Fanny Bullock Workman, welche den Pinnacle Peak (6930 m) im Himalaya bestiegen hatte, bezweifelte ihren Höhenrekord und ließ den Huascarán Norte auf eigene Kosten von französischen Landvermessern nach den Methoden der Triangulation vermessen. Die Messung ergab eine Höhe von 6648 m (heutiger Stand: 6664 m). Damit blieb Peck aber immer noch der Höhenrekord für einen amerikanischen Berg.
Die Nordspitze des Huascarán wurde ihrer Erstbesteigerin zu Ehren im Jahr 1927 Cumbre Aña Peck genannt.
Mit 61 Jahren war sie nochmals als Erstbesteigerin erfolgreich; sie erreichte den Gipfel des Coropunas (6425 m). Auf dem Gipfel angekommen präsentierte sie ein Banner mit der Aufschrift "Frauenwahlrecht".
Annie Smith Peck kletterte bis ins hohe Alter und starb 84-jährig.